# Bonnie Tyler
Bonnie Tyler (rojena kot Gaynor Hopkins), je valižanska pevka * 8. junij 1951, Skewen, Wales, Združeno kraljestvo.

## Kariera
Svojo kariero je začela z albumom The World Starts Tonight leta 1977. Svoj vrhunec kariere pa je doživela s skladbo »Holding Out for a Hero«, s čimer je bila več tednov vodilna tako na britanski kot na ameriški glasbeni lestvici. Večkrat je bila nominirana za glasbeno nagrado grammy. V svoji karieri je prodala preko 200 milijonov plošč. Po dolgih letih premora se je na sceni ponovno pojavila leta 2013 s pesmijo »Believe«, s katero je zastopala Združeno kraljestvo na Pesmi Evrovizije. Še danes je ena izmed najbolj predvajanih britanskih pevk na svetu. Njene najbolj znane skladbe so »It's a Heartache«, »Total Eclipse of the Heart« in »Holding Out for a Hero«.

## Albumi
- The World Starts Tonight (1977)
- Natural Force (1978)
- Diamond Cut (1979)
- Goodbye to the Island (1981)
- Faster Than the Speed of Night (1983)
- Secret Dreams and Forbidden Fire (1986)
- Hide Your Heart (1988)
- Bitterblue (1991)
- Angel Heart (1992)
- Silhouette in Red (1993)
- Free Spirit (1995)
- All in One Voice (1999)
- Heart Strings (2003)
- Simply Believe (2004)
- Wings (2005)
- Rocks and Honey (2013)